# Aaron Arrowsmith

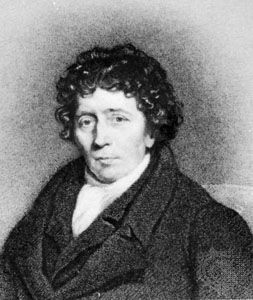
Aaron Arrowsmith

Aaron Arrowsmith (* 14. Juli 1750 in Winston, County Durham, Großbritannien; † 23. April 1823 in London, Großbritannien) war ein englischer Kartograf, Graveur und Verleger sowie Gründer der Geografenfamilie Arrowsmith.

## Leben
Aaron Arrowsmith war der Sohn eines Landpächters und sollte anfangs den gleichen Beruf ergreifen, widmete sich dann aber der Mathematik und Geografie. 1770 kam er im Alter von 20 Jahren nach Soho Square, London, und wurde Angestellter von John Cary, dem Graveur, und William Faden. Für deren Verlag „Cary’s Traveller’s Companion“ führte er mehrere Nachforschungen durch, welche 1790 veröffentlicht wurden, und gründete im selben Jahr sein eigenes Unternehmen in Long Acre. Um ca. 1810 wurde er Hydrograf des Prince of Wales und im Jahre 1820 königlicher Kartograf.
Im Januar 1790 stellte er seine berühmte große Karte der Welt in Mercator-Projektion vor. Vier Jahre später veröffentlichte er eine weitere große Weltkarte in Globular-Projektion, zusammen mit einem Begleitband mit Erklärungen. Die Karten von Nordamerika (1796) und Schottland (1807) sind die bekanntesten seiner vielen späteren Werke. Seine zahlreichen Karten sind in künstlerischer Hinsicht hervorragend, doch nur die von Großbritannien verdienen das Lob wissenschaftlicher Genauigkeit.
Aaron Arrowsmith starb am 23. April 1823, im Alter von 72 Jahren, in London.

## Familie
Er hinterließ zwei Söhne, Samuel und Aaron, der Ältere von ihnen war der Kompilator des „Eton Comparative Atlas“, eines biblischen Atlanten, und von verschiedenen Handbüchern der Geografie.
Sein Neffe John Arrowsmith (1790–1873), hat sich ebenfalls als Kartograf einen Namen erworben, unter anderem durch den „London Atlas of universal geography“ (1832–1837) sowie durch Schulkarten und Karten zu damaligen Reisewerken. Er führte das Geschäft weiter und veröffentlichte 1821 eine vollständige Karte von Nordamerika, eine Kombination von Karten der Hudson’s Bay Company und Aarons vorheriger Karten. Er arbeitete weiter an einem Atlas mit bis ins Detail ausgearbeiteten und sorgfältig überprüften Landkarten von Australien, Neuseeland, Amerika, Afrika und Indien, wovon letztere besonders wertvoll waren. Im Jahr 1863 erhielt er die Goldmedaille der Royal Geographical Society, die drittälteste geografische Gesellschaft der Erde, von derer John Arrowsmith einer der Gründer war.
Er zeichnete zahlreiche Karten, die für ihre ordentliche und saubere Ausführung einen außerordentlichen Ruf erlangten, dem sie jedoch bei näherer Betrachtung auf Dauer nicht gerecht wurden. Arrowsmith war ein sehr eifriger Sammler von Datenmaterial, aber er war nicht sehr vernünftig im Umgang mit ihnen. Seine Karten waren sehr nützlich und lobenswert, jedoch enthielten diese viele große und gravierende Fehler.
Insgesamt veröffentlichten die Arrowsmiths über siebenhundert Karten und wurden damit zu einem der beherrschenden Londoner Kartenverlage bis etwa 1860.

## Herausgegebene Karten

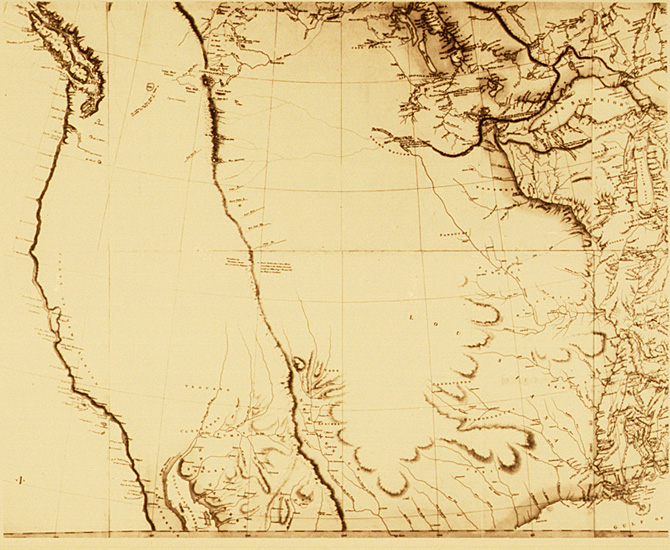
Die Karte zeigt alle neuen Entdeckungen auf dem Festland Nordamerikas, veröffentlicht von Aaron Arrowsmith am 1. Januar 1795

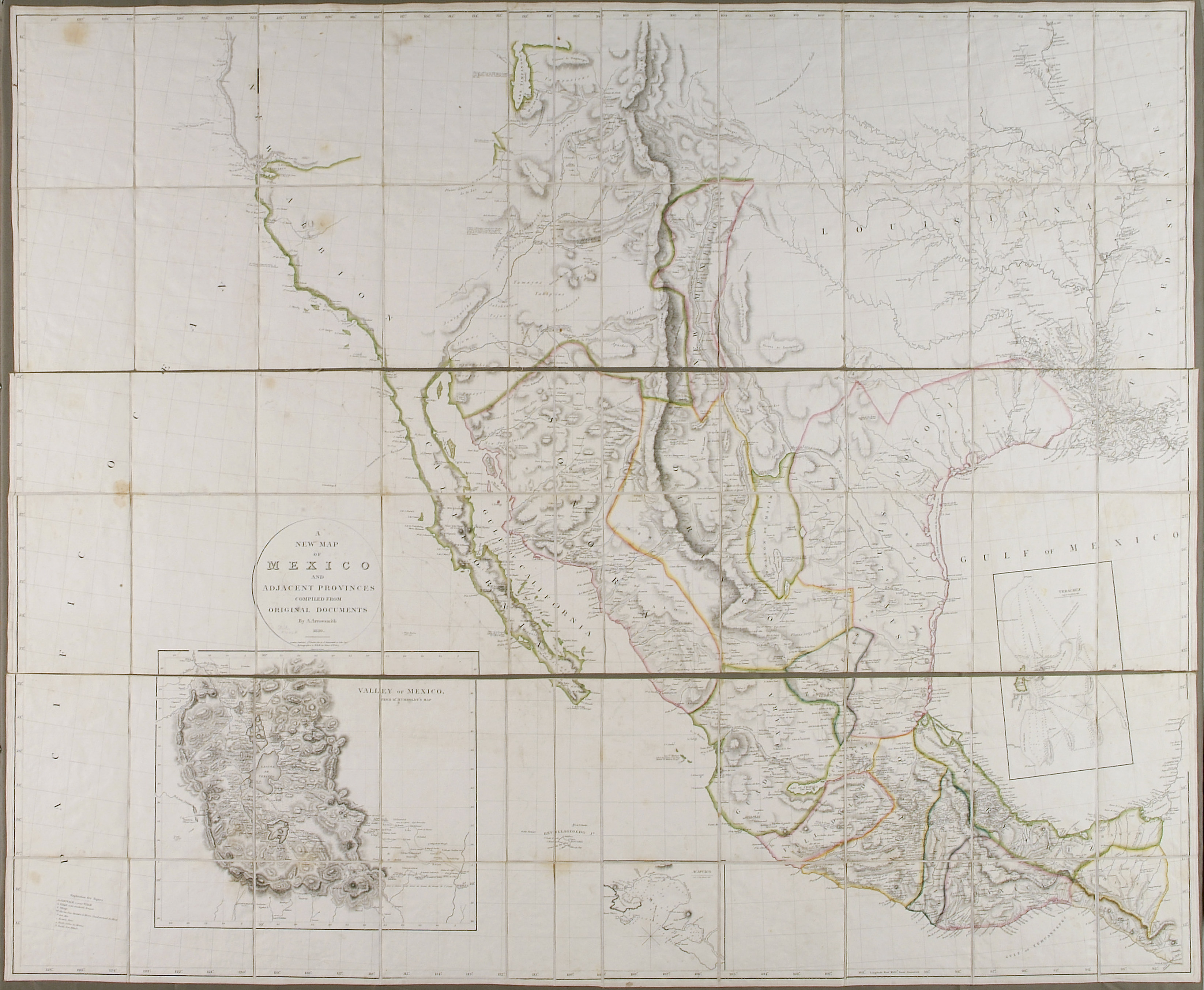
Arrowsmith, A New Map of Mexico and Adjacent Provinces, 1810

- Weltkarte in Mercator-Projektion, präsentiert alle neuen Entdeckungen zum gegenwärtigen Zeitpunkt mit den Spuren der bedeutendsten Seefahrer seit dem Jahr 1700, sorgfältig aus den besten Tabellen, Karten, Reisen & Co erstellt, 1790 (8 Seiten)
- A Map Exhibiting all the New Discoveries in the Interior Parts of North America. Arrowsmith, London 1. Januar 1795 (Andere Auflagen 1801, 1802, 1804 und 1816 zeigen auch Straßen); Ausgabe von 1811 (Digitalisat).
- Kartenwerk des Südpazifiks, 1798
- Eine neue Landkarte von Afrika, 1802
- Kartenwerk der Westindischen Inseln und des spanischen Herrschaftsgebiets in Nordamerika, 1803 (4 Seiten)
- A map of the environs of Constantinople. Arrowsmith, London 1804 (Digitalisat).
- Eine neue Landkarte von Mexiko und den angrenzenden Provinzen, aus den ursprünglichen Dokumenten kompiliert., 1810 (4 Seiten)
- Landkarte von Ländern rund um den Nordpol, 1818
- Ogden Karte (Nordamerika), 1821 (2. Auflage: 1834)

## Ehrungen
Mount Arrowsmith, östlich von Port Alberni auf Vancouver Island, British Columbia in Kanada, ist benannt nach Aaron Arrowsmith und seinem Neffen John Arrowsmith.